# Бейб Рут
Джордж Герман Рут молодший (6 лютого 1895 — 16 серпня 1948), більше відомий під прізвиськом Бейб Рут — американський бейсболіст, пітчер та аутфілдер, легенда американського спорту.

## Життєпис
Бейб Рут грав у Головній бейсбольній лізі 22 сезони, з 1914 по 1935. Він виступав за три команди Бостон Ред Сокс, Нью-Йорк Янкіз та Бостон Брейвз. У Ред Сокс він грав пітчером до 1919 року, коли команда продала його Янкіз, де він перекваліфікувався в правого філдера. З Янкіз пов'язана практично вся подальша кар'єра Рута. Свій останній сезон 1935 року він провів у Брейвз. Наступного, 1936 року, його ввели до Національної зали слави бейсболу.
За свою кар'єру Бейб Рут встановив кілька рекордів. У його активі 714 хоум-ранів, він мав рекордний середній показник слагінгу 0,690, як бетер заробив 2213 ранів, 2062 рази добирався до баз. Він був одним із факторів, які змінили гру на початку 1920-х від «мертвої гри» до «живої гри». Беручи з нього приклад, бейсболісти стали бити сміливіше, з великого замаху, прагнучи здобути хоум-ран, що сприяло підвищенню результативності. 1927 року Бейб Рут здобув 60 хоум-ранів за сезон, що довго було рекордним результатом.
У складі «Янкіз» Бейб Рут 11 разів вигравав сезон і 4 рази Світову серію.